# Бени Андерсон
Горан Брор Бени Андерсон (швед. Göran Bror Benny Andersson; Стокхолм, 16. децембар 1946) шведски је музичар, композитор, члан шведске групе ABBA, композитор мјузикала Chess (Шах), Kristina från Duvemåla i . За верзију из 2008. филмску верзију Mamma Mia! био је ексклузивни продуцент. Од 2001, активан је у оквиру свог бенда под називом Бени Андерсонс оркестер.